# Sultani
Sultani es un cultivar de higuera del tipo smyrna Ficus carica bífera, de higos color verde con unas costillas prominentes rojizas con marrón chocolate. Muy cultivado en Oriente Medio y en Egipto,

## Sinonimia
- „Fayoumi“,[5]
- „Ramadi“,[6]
- „Barshoumi“,
- „Sidi Gaber“,
- „Hejazi“,

## Historia
Esta variedad fue descrita por Condit 'Sultani' (syn. 'Fayoumi', 'Ramadi', 'Barshoumi', 'Sidi Gaber', 'Hejazi'). Descrito y calculado por Badie y Ghamrawi (1931) como la variedad más común y ampliamente distribuida de Egipto. Todos los siguientes demostraron ser idénticos en la parcela de variedades en Riverside: P.I. No. 80,299, introducido en California en 1929 desde Palestina como 'Sultane'; No. 81,678, del Tarring Fig Garden, Inglaterra, en 1929 como 'Madagascar'; y No. 80,152, de Ariana, Túnez, en 1929 como 'Bidh-el-Atrous'. Las frutas muestran caracteres muy similares a los descritos para el 'Sultani' de Egipto. Por lo tanto, todo lo anterior se tratará aquí como una y la misma variedad. 'Bidh-el-Atrous' es tratado por Guillochon (1913, 1927, 1929) como un pequeño higo violeta con costillas verdes. 'Madagascar' es brevemente descrito por Spence (1846) como un tipo pequeño, globular, verde, con hojas estrechamente lobuladas, que se encuentra en un huerto de West Tarring. J. L. (1890) declaró que el nombre de 'Madagascar', "evidentemente un nombre inapropiado", se adjuntó a un higo muy grande, con frecuencia se reunió en Lansing, Inglaterra. Los árboles en Egipto y en California son vigorosos y producen dos cultivos. Hojas grandes, comúnmente no alojadas. La siguiente descripción es de frutas producidas en Riverside desde 1940, en comparación con la cuenta de Badie y Ghamrawi.
Muchas de las variedades de higos de Oriente Medio recibieron nombres descriptivos basados en la forma, el color o el sabor. Por ejemplo, la variedad llamada 'Byadi', que proviene de la palabra "Abyad" para el blanco, se puede encontrar en diferentes áreas del Líbano, Siria  y Jordania, y muchas variedades recibieron ese nombre, aunque no son genéticamente las mismas.
Hay una gran confusión de denominaciones en variedades de higos en Oriente Medio, debido a la falta de atención dada por estos países para evaluar y seleccionar variedades conocidas.

## Características
Las higueras Sultani son del tipo smyrna Ficus carica bífera, brevas de forma piriforme e higos también de forma de piriforme por encima del tamaño medio, con color de piel verde con unas costillas prominentes rojizas con marrón chocolate. Ostiolo grande, escamas rosa; pulpa gruesa, de color fresa; calidad pobre.
De maduración tardía, a finales de septiembre.

## Cultivo
Muy cultivado en todos los países de Oriente Medio, pero sobre todo en Egipto donde está muy extendido.